# USS Kitty Hawk (1961)

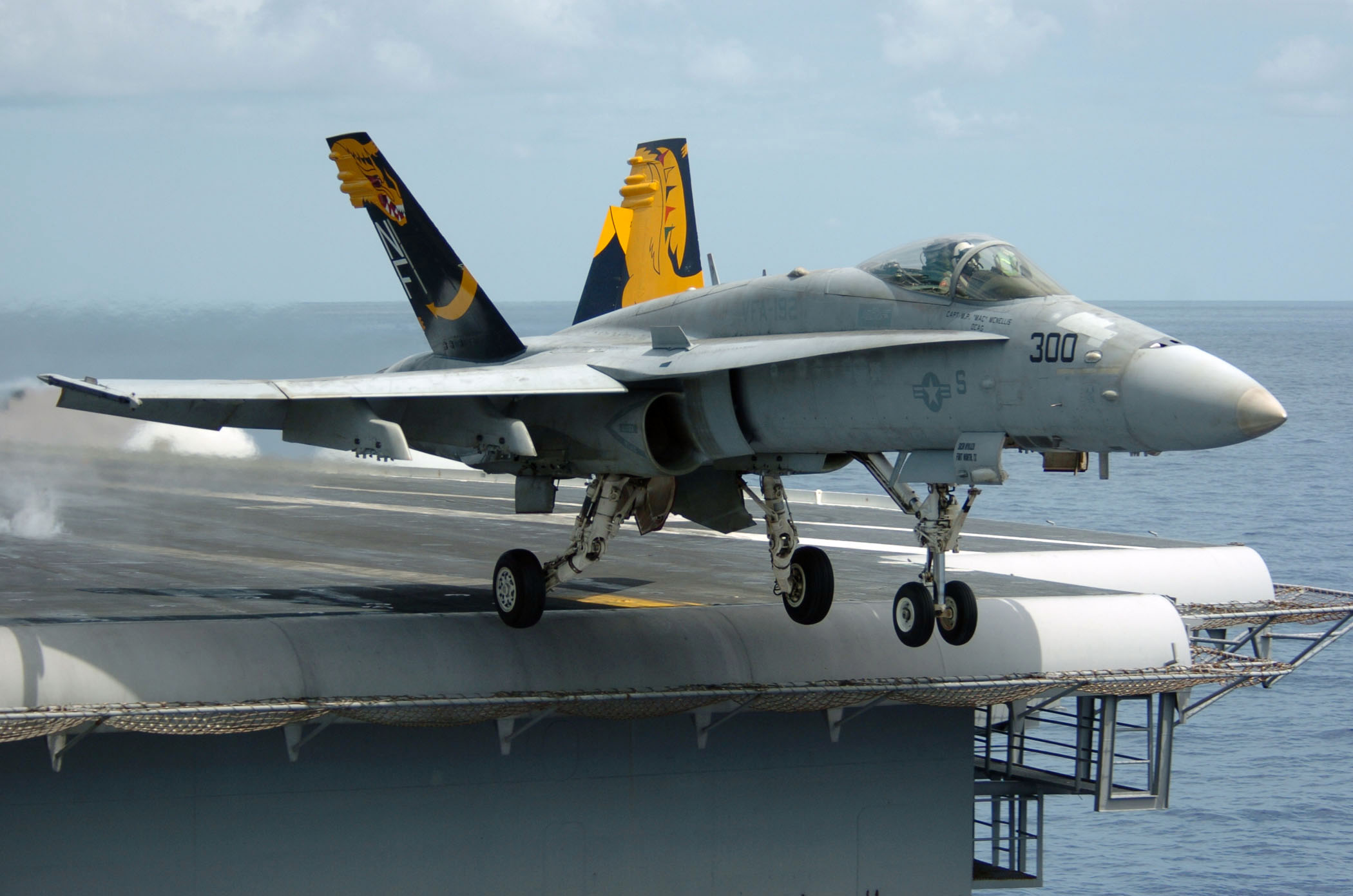
Een F/A-18 Hornet stijgt op van het vliegdek (Grote Oceaan, 2005).

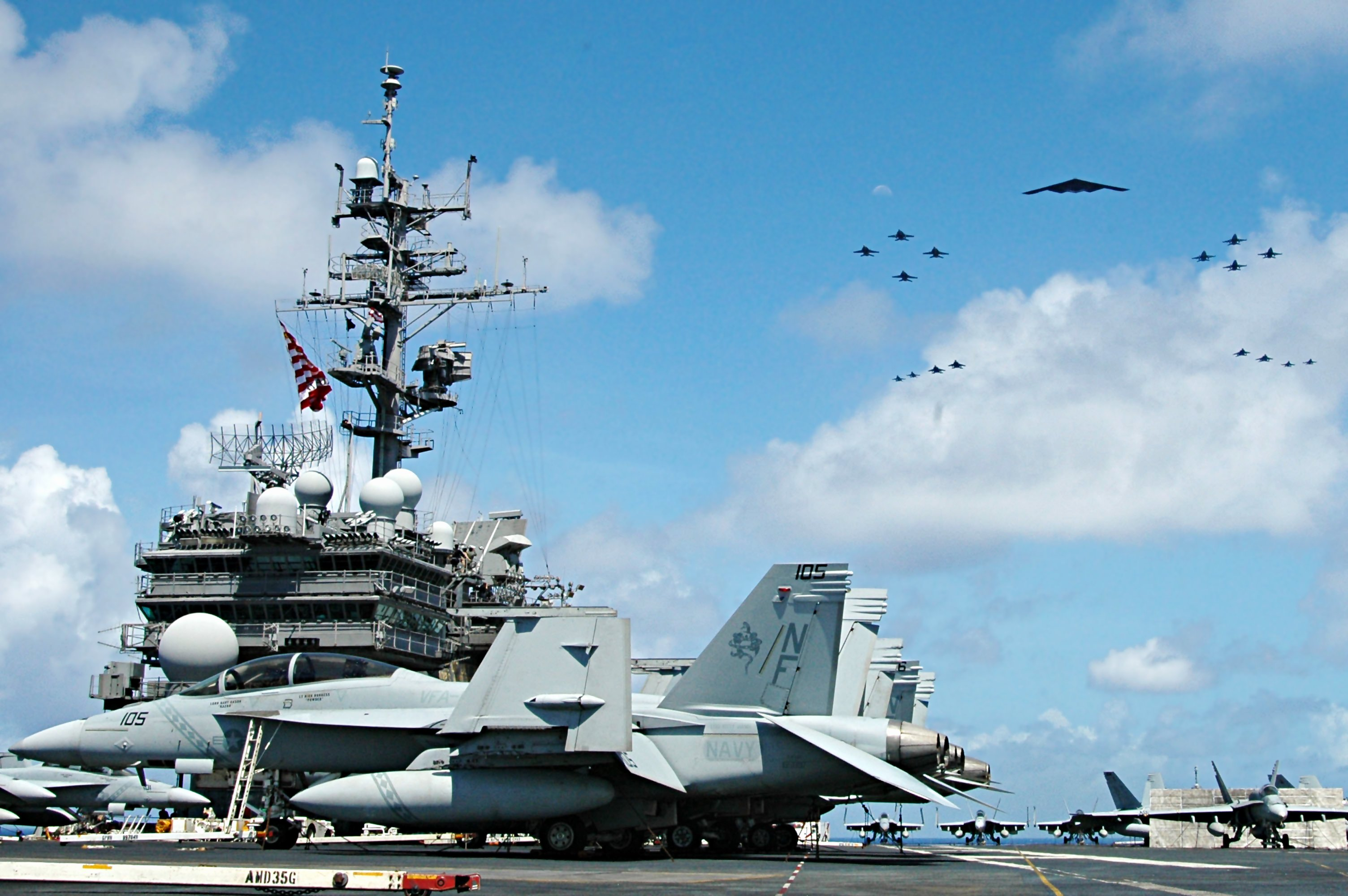
Gevechtsvliegtuigen op het vliegdek tijdens oefening Valiant Shield in 2006.

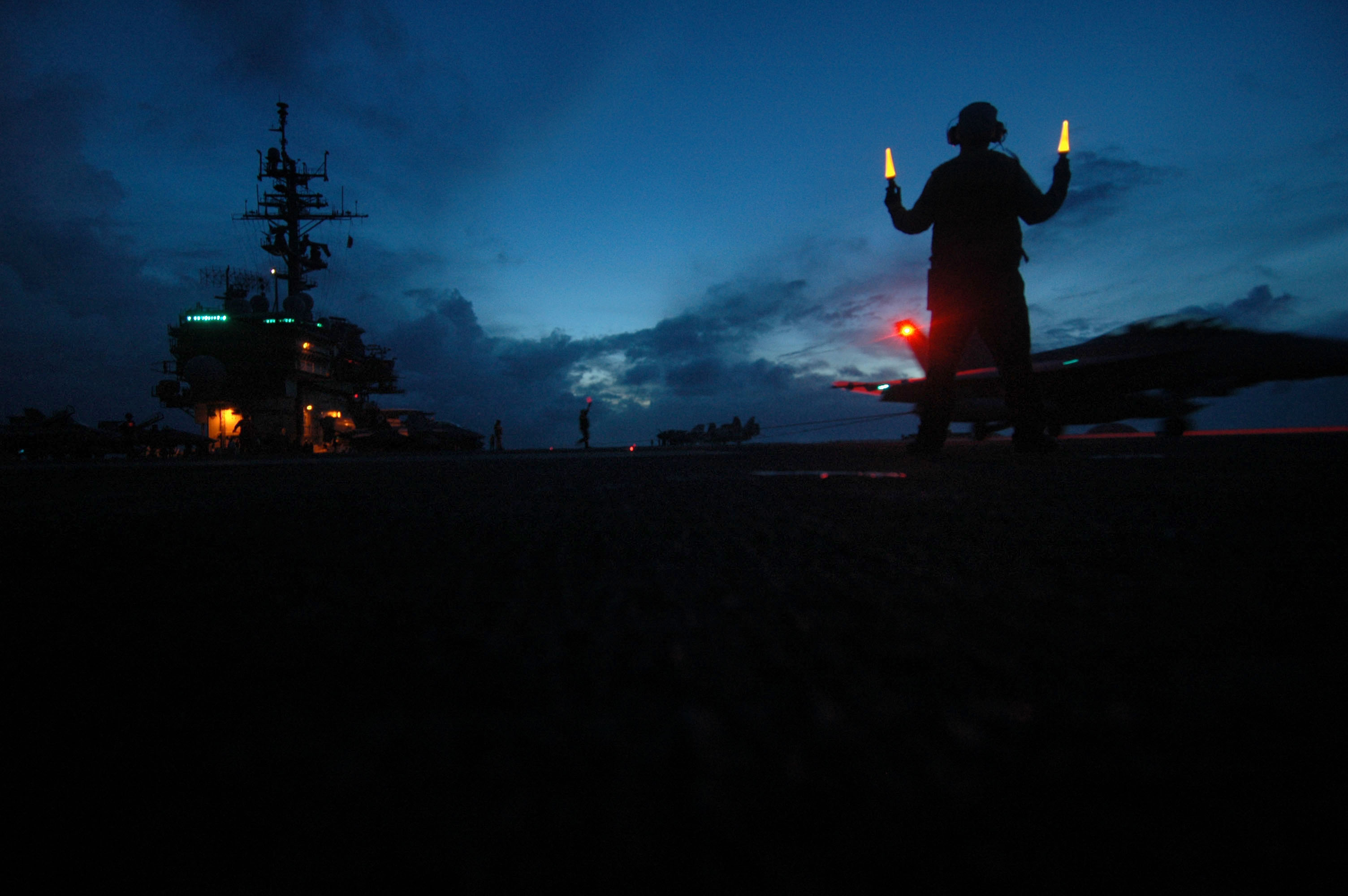
Een net gelandde F/A-18C Hornet wordt van de piste geleid (Valiant Shield, 2006).

De USS Kitty Hawk (designatie: CV-63, eerst CVA-63) was het vlaggenschip van de Amerikaanse Kitty Hawk-klasse supervliegdekschepen. Het supervliegdekschip is vernoemd naar de stadje Kitty Hawk (North Carolina), de plaats waar de gebroeders Wright hun eerste vlucht maakten.
De USS Kitty Hawk was in 1961 het eerste schip uit de klasse dat in dienst werd gesteld. De andere twee zijn intussen al uit dienst. De uitdienststelling van de Kitty Hawk stond gepland voor 2008. De USS Kitty Hawk was het op een na oudste schip van de Amerikaanse marine dat nog in dienst is, na het zeilschip USS Constitution dat al meer dan 200 jaar dienstdoet. Ze werd uiteindelijk op 12 mei 2009 buiten dienst gesteld en vervangen door de USS George H. W. Bush.

## Geschiedenis

### Jaren 1960
De bouw van de Kitty Hawk werd aangevangen in 1956 in New Jersey. De tewaterlating volgde in 1960. Het jaar daarop kwam het schip in dienst van de United States Navy. Na een proefvaart in de Westelijke Atlantische Oceaan vertrok de Kitty Hawk op een reis rond Zuid-Amerika. In Brazilië werd een demonstratie-oefening gehouden met vijf Braziliaanse torpedobootjagers. Op 1 oktober 1961 werd Kaap Hoorn gerond. Hierna werden nog Chili en Peru aangedaan alvorens in San Diego aan te komen. Op 23 november kwam de Kitty Hawk aan in de scheepswerf van San Francisco voor aanpassingen. Op 7 oktober 1962 werd het schip het vlaggenschip van de 7de vloot. Na vaarten in Zuidoost-Azië en Japan keerde het schip op 2 april 1963 terug naar San Diego. Op 6 juni kreeg de Kitty Hawk bezoek van president John F. Kennedy voor een demonstratie.
Na een onderhoudsbeurt vertrok de USS Kitty Hawk op 19 oktober 1965 naar de Filipijnen waar de deelname aan de Vietnamoorlog werd voorbereid. Tot half mei 1966 vernietigden gevechtspiloten vanaf het vliegdekschip militaire doelwitten in Noord-Vietnam. Na deze missie ging het terug naar San Diego voor onderhoud en training. Op 4 november keerde het schip weer naar Aziatische wateren waar continu missies boven Vietnam werden gevlogen. Op 19 juni 1967 arriveerde het schip terug in thuishaven San Diego. Na een onderhoudsbeurt onderging de Kitty Hawk een grondig trainingsprogramma.

### Jaren 1970
Op 12 oktober 1972, terwijl de USS Kitty Hawk onderweg was naar de Golf van Tonkin, braken aan boord rellen met raciale motieven uit waarbij meer dan 100 mariniers betrokken waren. Bijna 50 van hen raakten gewond. Na het incident voerde het Amerikaanse Congres een onderzoek naar de discipline bij de marine.
Het schip ging ook in het droogdok voor de conversie van een aanvalsschip (designatie CVA) tot een multi-inzetbaar schip (designatie CV). Hierna was het schip niet langer enkel een vliegdekschip. Er werden plaatsen voor helikopters voorzien en sonar's geïnstalleerd. Veel aandacht ging naar anti-onderzeeëruitrusting. Ook de aandrijving werd grondig onder handen genomen en er werden krachtiger katapulten geplaatst om de nieuwe Grumman F-14 Tomcat aan te kunnen. Eind april kwam de Kitty Hawk uit het droogdok. Daarna volgden tot 1975 verschillende oefenoperaties in de Grote Oceaan.
Op 12 maart 1976 ging het schip opnieuw een droogdok in voor een onderhoud dat meer dan een jaar zou duren. Er werden plaatsen voor nieuwe typen vliegtuigen en munitie voorzien. Ook werden de oude Terrier luchtdoelraketten vervangen door RIM-7 Sea Sparrow's van de NAVO. Op 1 april kwam de USS Kitty Hawk uit het droogdok. Tussen september 1977 en mei 1978 en in 1979 werd het schip ingezet in een grote oefening. De missie werd met twee-en-een-halve maand verlengd tijdens gijzelingscrisis in Iran.

### Jaren 1980
In februari 1980 keerde de USS Kitty Hawk terug naar de VS. In april 1981 vertrok het schip voor een vaart in de Grote Oceaan om in januari 1982 opnieuw in het droogdok te gaan voor een onderhoudsbeurt van een jaar. Daarna volgde een intensieve training. Tijdens een oefening in maart 1984 werd de Kitty Hawk geschaduwd door de K-314, een Sovjet Victor-klasse kernonderzeeër. Op 21 maart kwam de onderzeeër naar boven, recht onder het vliegdekschip. Op het moment van de botsing hadden beide kernwapens aan boord. Na het ongeval voer de Kitty Hawk naar een Amerikaanse marinebasis op de Filipijnen om de schade te herstellen. Hierna keerde het schip terug naar de VS om in juli 1985 opnieuw te vertrekken voor een oefenreis. Begin 1987 volgde nog een wereldreis van zes maanden. Zes maanden na de thuiskomst op 3 juli werd de Kitty Hawk onderworpen aan het Service Life Extension Program (SLEP) dat de levensduur van de vliegdekschepen moest verlengen.

### Jaren 1990
Op 2 augustus 1990 waren de SLEP-aanpassingen - die de levensduur van het schip met naar schatting 20 jaar verlengde - klaar en keerde de Kitty Hawk terug naar thuishaven San Diego. Eind 1992 ankerde het schip negen dagen voor de kust van Somalië in het kader van Operatie Restore Hope. Eind december haastte de Kitty Hawk zich naar de Perzische Golf waar Irak sancties van de Verenigde Naties had geschonden. Midden januari 1993 werden vanaf het schip luchtaanvallen uitgevoerd in het Zuiden van Irak. Na een paar maanden in de VS begon eind juni 1994 de volgende missie in de Grote Oceaan om de verhitte regio, met Noord-Korea in het bijzonder, te helpen stabiliseren. In oktober begon het schip een reis van zes maanden langs de Perzische Golf en de Westelijke Grote Oceaan.
In april 1997 kwam de Kitty Hawk terug in San Diego waarop een vijftien maanden durende onderhoudsbeurt begon die $110 miljoen kostte. In maart 1998 werd ze afgerond. Op 6 juli vertrok het schip naar de nieuwe thuisbasis in Yokosuka in Japan. Op 2 maart 1999 begon een geplande oefenreis van drie maanden. Hierna werd het schip naar de Perzische Golf geroepen waar het mee de no-flyzone boven Zuid-Irak moest controleren. Op 25 augustus keerde de Kitty Hawk weer naar Japan waar eind oktober oefeningen in de Japanse Zee werden gehouden.

### Jaren 2000
Op 11 april 2000 vertrok het schip uit Yokosuka voor een gezamenlijke oefening met Singapore en Thailand. Op 22 maart 2001 was de USS Kitty Hawk het eerste vliegdekschip ooit dat in Singapore aanmeerde. Op 29 april vierde het schip de 40ste verjaardag van de indienstneming terwijl het Zuidwaarts voer voor een oefening met de Australische - en Canadese zeemachten. Op 11 juni keerde het schip terug naar de Japanse thuishaven. Volgend op de terroristische aanslagen op 11 september 2001 werd de USS Kitty Hawk in oktober 2001 naar de Arabische Zee gezonden voor deelname aan Operatie Enduring Freedom. Het jaar 2002 werd gevuld met trainingsmissies in Zuid-Oost- en Oost-Azië.
Op 23 januari 2003 vertrok de Kitty Hawk opnieuw uit Yokosuka voor een geplande oefenmissie. Korte tijd later werd het schip naar de Golfregio gestuurd in het kader van de strijd tegen terrorisme. De Kitty Hawk nam er vanuit de Perzische Golf deel aan operaties als Southern Watch en Iraqi Freedom. Op 6 mei keerde het schip terug naar Japan waar het meteen het droogdok in ging voor onderhoud.
Op 3 juli 2005 vertrok het schip weer op vaart; Eerst langs Sydney en verder langs Guam en Hongkong naar Japan en Singapore. Na nog een bezoek aan Fremantle (Australië) en Thailand keerde het schip terug naar Yokosuka. In oktober 2006 werden de Kitty Hawk en de aanwezige escorteschepen geschaduwd door een Chineese onderzeeër terwijl ze op oefening waren nabij Okinawa. Op 8 januari 2007 ging de USS Kitty Hawk opnieuw in onderhoud in Yokosuka.
De USS Kitty Hawk is op 12 mei 2009 met een uitdienstceremonie uit de vaart genomen.
Op 15 maart 2022 is het schip aan zijn laatste reis begonnen, vanaf zijn ankerplaats in de marinebasis van Kitsap-Bremerton naar Brownsville, Texas, het kwam daar op 31 mei 2022 aan en zal er door International Shipbreaking Limited worden gedemonteerd.